# Saut-d'Eau
Saut-d'Eau (em crioulo haitiano:  Sodo) é uma comuna do Haiti, situada no departamento do Centro e no arrondissement de Mirebalais. De acordo com o censo de 2003, sua população total é de 34.885 habitantes.